# Rubus probus
Rubus probus är en rosväxtart som beskrevs av Liberty Hyde Bailey. Rubus probus ingår i släktet rubusar, och familjen rosväxter. Inga underarter finns listade i Catalogue of Life.